# Окуневская (Кировская область)
Окуневская — деревня в Сунском районе Кировской области в составе Кокуйского сельского поселения.

## География
Находится на расстоянии примерно 4 километра по прямой на юг-юго-восток от районного центра поселка Суна.

## История
Известна с 1678 года как починок Осиновский с 6 дворами Вятцкого Успенского Трифонова монастыря. В 1764 году здесь было учтено 112 монастырских крестьян и 22 государственных. В 1873 году учтено было дворов 28 и жителей 229, в 1905 21 и 196, в 1926 30 и 161, в 1950 43 и 176, в 1989 оставалось 19 человек.

## Население
Постоянное население составляло 11 человек (русские 100 %) в 2002 году, 19 в 2010.